# Distretto di Jingxing Kuang
Il distretto di Jingxing Kuang (井陉矿区S, Jǐngxíng Kuàng QūP) è un distretto della Cina, situato nella provincia di Hebei e amministrato dalla prefettura di Shijiazhuang.